# Things Have Changed
Things Have Changed är en låt skriven 2000 av Bob Dylan till filmen Wonder Boys och finns därför inte med på något studioalbum. Den finns dock med på flera samlingsskivor. Låten vann en Golden Globe och en Oscar för bästa originalsång. Regissören till "Wonder Boys", Curtis Hanson, gjorde en musikvideo till låten, filmad så att det ser ut som om Dylan är med i filmen.

## Album
- The Essential Bob Dylan - 2000
- The Best of Bob Dylan - 2005
- Dylan - 2007